# Вийваку
Ви́йваку (ест. Võivaku küla) — село в Естонії, у волості Пиг'я-Сакала повіту Вільяндімаа.

## Населення
Чисельність населення на 31 грудня 2011 року становила 102 особи.

## Географія
Через населений пункт проходить автошлях 49 (Імавере — Вільянді — Карксі-Нуйа). Від села починається дорога 24129 (Вийваку — Куг'явере).

## Історія
З 19 грудня 1991 до 1 листопада 2005 року село входило до складу волості Олуствере, з 1 листопада 2005 до 21 жовтня 2017 року — волості Сууре-Яані.